# ラヴァルダンのイルデベール
ラヴァルダンのイルデベール (フランス語: Hildebert de Lavardin 1055年ごろ – 1133年12月18日)またはトゥールのイルデベール (フランス語: Hildebert de Tours) は、フランスの聖職者、聖人伝作者、神学者。1096/7年からル・マン司教を務め、1125年から死去するまでトゥール大司教を務めた。名前はヒルデベルト(Hildebert)、ヒュダルベルト(Hydalbert) 、ギルデベルト(Gildebert)、アルデベルト(Aldebert)と表記されることもある。

## 生涯
イルデベールはヴァンドーム近郊のラヴァルダンの貧家に生まれ、教会で育った。おそらくトゥールのベレンガリウスのもとで学び、ル・マンの学校の教員 (スコラスティクス)となった。1091年に大助祭となり、1096/7年にル・マン司教に任じられた。しかしイルデベールは部下の聖職者の一部と衝突し、さらにイングランド王ウィリアム2世とも対立した。ウィリアム2世はル・マンを占領した際、イルデベールを約1年間イングランドへ連行した。
その後イルデベールは、1100年もしくは1103年にローマを訪れ、教皇パスカリス2世に司教位からの辞任を願い出たが、却下された。1116年にはローザンヌのアンリがル・マン司教区にやってきて高位聖職者、特に司教であるイルデベールを糾弾する説教を展開し、司教区は大混乱に陥った。イルデベールはアンリを説得してル・マンの外へ移らせたものの、アンリの説教の影響はその後も尾を引いた。
1125年、イルデベールは望まないながらトゥール大司教に異動させられ、ここでもフランス王ルイ6世と聖職者叙任権をめぐって、またドル司教とブルターニュにおける権限をめぐって衝突した。ナントで開かれた宗教会議で司会を務めた後、トゥールにおいて、おそらく1133年12月18日に死去した。ル・マン大聖堂の一部は、イルデベールにより建設されたものである。一部の著述家が「聖イルデベール」と呼ぶことがあるが、彼は正式に列聖されているわけではない。イルデベールは特別に謹厳な障害を贈ったわけではないが、同時代人は彼を高く評価し、オーデリック・ヴィタリスなどは彼を「素晴らしき詩人」(egregius versificator)と評している。

## 著作

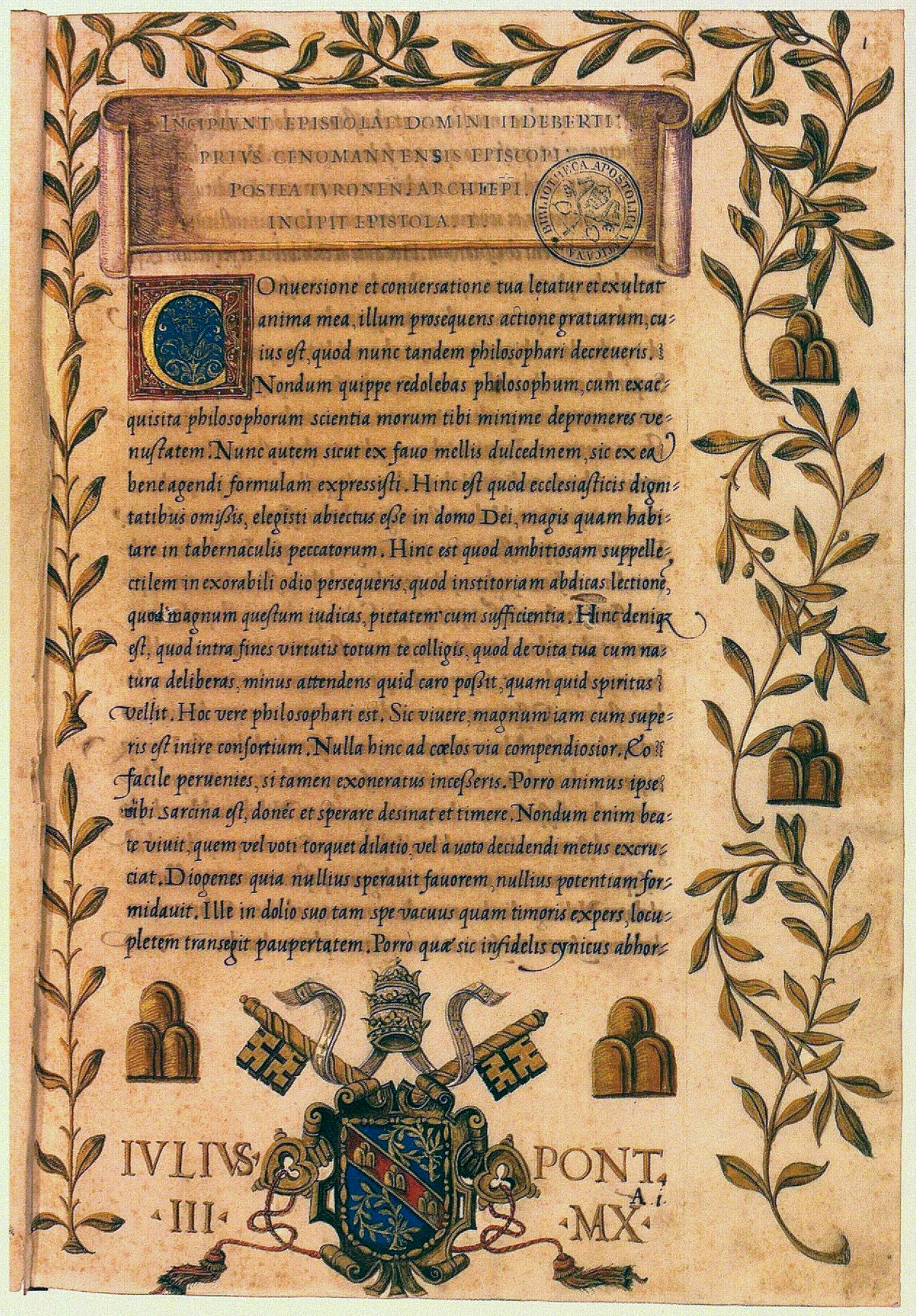

イルデベールは、書簡、詩、いくつかの説教、2つの伝記、1本あるいは2本の論文といった多岐にわたる著作物を残している。これを聖マウルの会衆 のAntoine Beaugendreが編集し、1708年にVenerabilis Hildeberti, prima Cenomanensis episcopi, deinde Turonensis archiepiscopi, opera tam edita quam ineditaと題してパリで出版した。また1854年にはJ-J Bourasséが加筆の上で再出版している。ただこれらの版は、他の著述家の作品をもイルデベールのものとしていたり、本来のイルデベールの著作であるいくつかの重要な文献を省略していたりと、重大な欠陥を残していた。この事実が後になって発覚した時、中世思想史におけるイルデベールの位置づけの再評価が求められた。
例えば、イルデベールの著作とされて彼の哲学者としての名声を生み出していたトラクタトゥス・テオロギクス(Tractatus theologicus)は、現在ではサン・ヴィクトルのフーゴーの作であると考えられている。その結果、イルデベールは哲学者とは見なされなくなった。イルデベールが書いた文献の中には数多くの書簡（エピソラ）が含まれているが、これらは12世紀や13世紀に非常に人気があり、フランスやイタリアの学校においてもしばしば古典として使用された。書簡群のうち、神聖ローマ皇帝ハインリヒ5世とパスカリス2世の対立について書いた2通はエルンスト・サックルにより編集され1893年にモヌメンタ・ゲルマニアエ・ヒストリカのLibelli de lite iiとして出版した。ただ、この書簡すらもイルデベールの作であるというのは非常に疑わしいという説もある。
イルデベールが様々な主題を用いて残した詩も非常によく知られている。またフランス語とラテン語による優れた説教師という名声も勝ち得ているが、真に彼のものであると考えられている説教で現存しているものは少ない。初期のイルデベール作品編者がイルデベールの作として挙げた144篇のうち、ほとんどは実際にはペトルス・ロンバルドゥスなど他人の作であると考えられている。
イルデベールは、クリュニーのユーグやラデグンダといった聖人の伝記を書いている。またliber de Querimonia et Conflictu carnis et Spiritus seu animaeも彼の作であることは疑いない。イルデベールはキケロやオウィディウスなどに通じた優れたラテン学者であり、その精神はキリスト教の著述家と言うよりむしろ異教に近かった。
イルデベールはアデル・ド・ノルマンディーへの書簡で彼女に慈悲深くあるよう説きつつ、ブロワにおける彼女の摂政政を称賛している。